# Нежинский (Волгоградская область)
Нежинский — посёлок в Ольховском районе Волгоградской области. Административный центр Нежинского сельского поселения.
В посёлке находятся школа, медучреждение, магазины. Хутор газифицирован, имеются дороги с твердым покрытием.
Территория резервата «Грачи», лесной массив.

## История
Основан как посёлок Дудачный. До революции на территории посёлка располагалась усадьба помещицы Скачковой. В 1922 году на бывших землях помещицы Скачковой был организован совхоз "Прогресс". В 1928 году территория совхоза "Прогресс" была включена в состав Ольховского района Камышинского округа  Нижневолжского края. В 1934 году совхоз « Прогресс» был передан в состав совхоза завода «Красный Октябрь». В том же году объединенному совхозу № 4 было присвоено название – совхоз имени Птуха.
В марте 1936 года Ольховский райисполком и райком партии ходатайствовали перед крайисполкомом  и крайкомом партии о ликвидации совхоза им. Птуха, передаче его земель колхозам Ольховского района и организации на этом участке МТС, которая просуществовала до 1957 года. В 1957 году в составе Ольховского района был вновь организован совхоз «Прогресс».
В 1963 году в связи с расформированием Ольховского района Дудаченский сельский совет был передан в состав Фроловского района. В 1966 году Дудаченский сельский Совет был переименован в Нежинский сельский Совет, посёлок Дудачный Дудаченского сельского Совета – в посёлок Нежинский. В том же году Нежинский сельский совет был передан в состав вновь образованного Ольховского района.

## Население
Динамика численности населения
| 1987 | 2002 |
| ---- | ---- |
| ≈580 | 540  |

| 2010 |
| ---- |
| 492  |

## География
Посёлок расположен примерно в 27 километрах северо-западу от административного центра Ольховского района — села Ольховка.

### Природные ресурсы
Основной природный ресурс который добывается в данном регионе это нефть.

## Экономика
Основная сфера занятости населения сельское хозяйство

## Учебные заведения
На территории п. Нежинский существует Общеобразовательная школа, количество классов 11.